# Actinote byzas
Actinote byzas är en fjärilsart som beskrevs av Charles Oberthür 1917. Actinote byzas ingår i släktet Actinote och familjen praktfjärilar. Inga underarter finns listade i Catalogue of Life.